# پاپ داماسوس یکم
پاپ دامازوس (به انگلیسی: Pope Damasus I) یکی از پاپ‌های کلیسای کاتولیک رم بود که در پرتغال به دنیا آمد و بین سال‌های ۳۶۶ تا ۳۸۴ میلادی پاپ بود.